# Dan Bárta

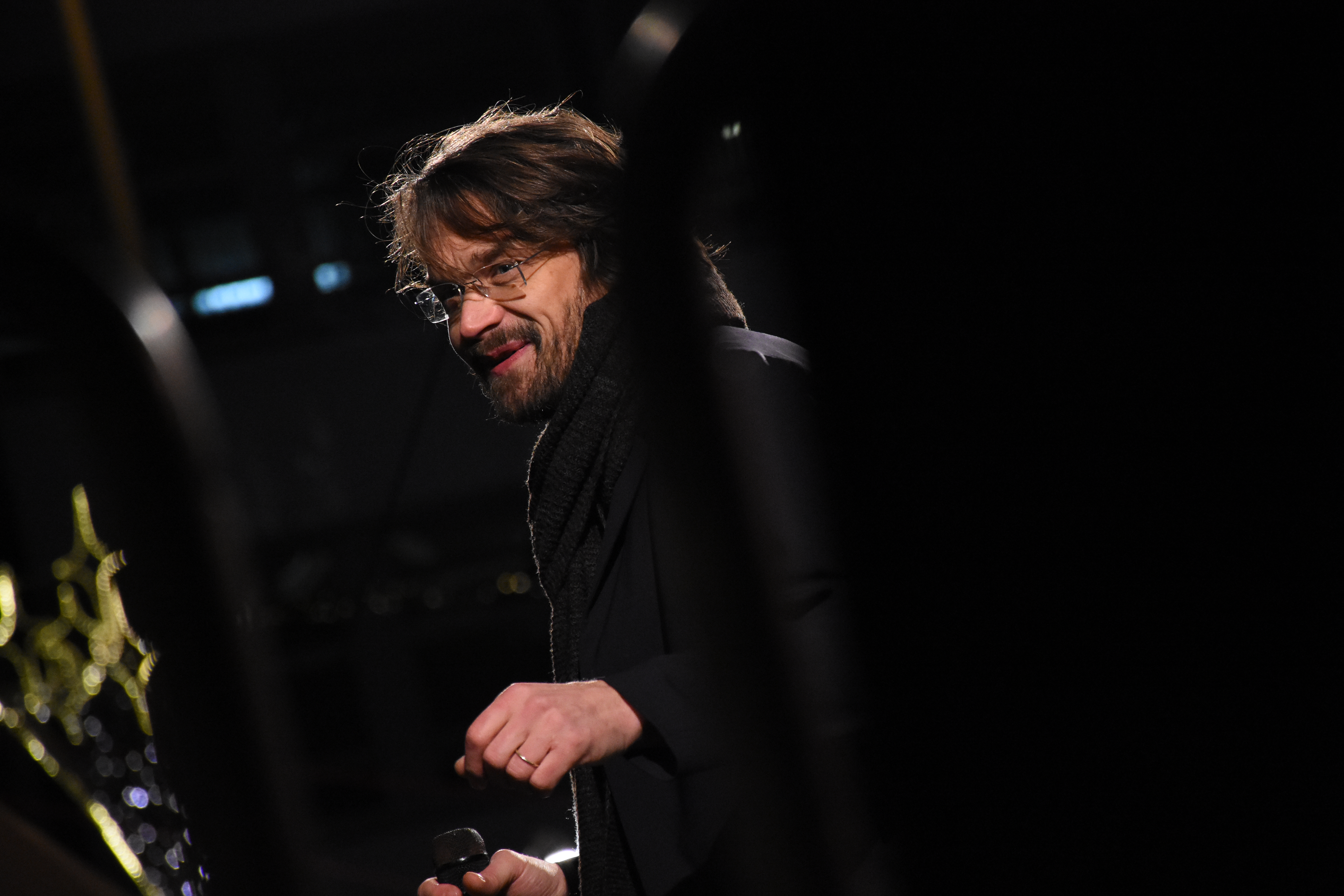
Dan Bárta (2016)

Dan Bárta (* 14. Dezember 1969 in Karlsbad) ist ein tschechischer Sänger und Fotograf.

## Leben
1990 gründete Bárta in Pilsen die Rockband Alice. Außerdem war er bei der Gründung von Die el. Eleffant!? beteiligt. 1994 wurde er Sänger bei der Band J.A.R. In den 1990er-Jahren trat Bárta in den Musicals Jesus Christ Superstar und Evita auf. Bárta entdeckte die Stile Funk und Jazz für sich und brachte 2000 das Album Illustratosphere, woraus sich ein gleichnamiges Bandprojekt entwickelte. Bárta erhielt zehnmal den Musikpreis Anděl als Sänger des Jahres.
Als Fotograf spezialisierte sich Bárta auf Libellen. Er fotografiert diese Insekten auf der ganzen Welt und publizierte in Zusammenarbeit mit Entomologen eine umfangreiche Monografie über Libellen in Tschechien.

## Diskografie
- Dan Bárta & Illustratosphere: Illustratosphere (2000)
- Dan Bárta & Illustratosphere: Entropicture (2003)
- Dan Bárta & Illustratosphere: Animage (2008)
- Dan Bárta & Robert Balzar Trio: Theyories (2010)
- Dan Bárta & Illustratosphere: Maratonika (2013)[3]